# Sansui
Sansui Electric Co., Ltd. (山水電気株式会社?, Sansui Denki Kabushiki-gaisha) Sansui era un marchio di strumenti musicali elettronici,  di prodotti di elettronica di consumo e di trasformatori. Fondata nel 1947. Nel 2003 la Nimble Holdings acquistò il marchio per utilizzarlo su prodotti fabbricati in Cina (arrivati anche in Italia per un breve periodo tramite la Solari.com di Paolo Berlusconi) . Aveva precedentemente acquistato i marchi giapponesi Nakamichi e Akai.
Nel 2014 la divisione giapponese (che continuava a produrre componenti per hi-fi) dichiarò bancarotta.